# Équipe d'Iran féminine de basket-ball
Cet article traite de l'équipe féminine. Pour l'équipe masculine, voir Équipe d'Iran masculine de basket-ball.
Maillots
L'équipe d'Iran de basket-ball féminin est une sélection composée des meilleures joueuses iraniennes de basket-ball.
L'Iran fait une seule apparition en phase finale du Championnat d'Asie ; la sélection obtient une quatrième place en 1974. L'équipe ne s'est jamais qualifiée pour les Jeux olympiques ou pour une phase finale de Championnat du monde.

## Histoire

### Formation de l'équipe et premier match
À l'automne 1965, la première équipe nationale féminine iranienne de basket-ball fut formée. Afin de renforcer les liens sociaux et culturels avec son voisin du nord-ouest, elle se rendit en Turquie. Fereydoun Sharif , entraîneur principal et M. Karimzadeh (arbitre international iranien) accompagnèrent l'équipe iranienne. Selon un calendrier pré-établi, ils devaient se rendre dans les trois villes de Kineh, Belo et Istanbul et y disputer un match amical. La première équipe nationale iranienne était composée de douze basketteuses issues des clubs de Sharif, Téhéran, Taj, Anjuman et Ararat. Les membres de cette équipe étaient Ziba Aflatoon, Iren Nikoghosian, Nina Zargar Saleh, Mina Mohebbi, Mahshid Nunhali, Leila Emami, Azam Eskandari, Esmat Ahmadkhani, Fereshteh Golestaneh, Satik Domanian, Mina Rokni et Simin Shafiqi.
Le premier match de l'équipe nationale féminine iranienne de basket-ball a eu lieu le mardi 2 décembre 1965 à 21h00, au gymnase couvert de la ville de Kineh, contre la Turquie. Mina Rokni a marqué le premier point pour l'équipe nationale iranienne. Le match s'est terminé sur le score de 30-23 en faveur de la Turquie.

## Résultats

### Palmarès
| Compétitions mondiales                             | Compétitions continentales                                                 |
| -------------------------------------------------- | -------------------------------------------------------------------------- |
| - Jeux olympiques - Néant - Coupe du monde - Néant | - Coupe d'Asie - Néant - Championnat d'Asie de l'Ouest - Troisième en 2019 |